# Олександр Богарне
Олександр Богарне (фр. Alexandre François Marie de Beauharnais; 28 травня 1760 —23 липня 1794) — французький політичний та військовий діяч часів Першої республіки.

## Життєпис
Народився у 1760 році на о. Мартиніка. Замолоду навчався в коледжі дю Плессі в Парижі, потім провів два роки в університеті Гейдельберга в Німеччині. У 1776 році стає молодшим лейтенантом Саарського піхотного полку. У 1779 році отримує звання капітана. У 1789 році обирається до Генеральних штатів від Блуа. Підтримав революційні події. 18 червня 1791 році обирається президентом Установчих зборів. Того ж року отримує звання підполковника.
В подальшому воював під командуванням генерала Люкнера, згодом перейшов до Рейнської армії. У 1792 році стає бригадним генералом. У 1793 році — дивізійним генералом. 23 травня того ж року очолив Рейнську армію. 13 червня його призначено військовим міністром. Проте наступного дня під тиском якобинців відмовився від цієї посади. Здебільшого займався обороною кордонів. Того ж року вимушений був відступити з Майнца. Тоді ж подав у відставку. Водночас обирається мером Ла-Ферте-Боарне. Втім 1794 році заарештований за втрату Майнца, зрештою засуджений до страти. Гільойтиновано Богарне 23 липня 1794 року.
Похований на цвинтарі Пікпюс.

## Родина
Дружина — Жозефіна Роз Таше де ля Пажері
Діти:
- Ежен (1781—1824)
- Гортензія (1783—1837)